# Krudowie 2: Nowa era
Krudowie 2: Nowa era (ang. The Croods: A New Age) – amerykański film animowany DreamWorks Animation z 2020 w reżyserii Joela Crawforda.

## Fabuła
Krudowie, szukając nowego domu, spotykają Bettermanów, lecz dopiero zewnętrzne zagrożenie pomaga obu rodzinom dojść do wzajemnego porozumienia.

## Obsada
- Nicolas Cage – Grug
- Emma Stone – Eep
- Ryan Reynolds – Guy
- Catherine Keener – Ugga
- Clark Duke – Thunk
- Cloris Leachman – Gran
- Peter Dinklage – Phil
- Leslie Mann – Hope
- Kelly Marie Tran – Dawn

### Wersja polska
- Piotr Grabowski – Grag
- Anna Guzik – Ugga
- Lesław Żurek – Guy
- Natalia Sikora – Ip
- Miriam Aleksandrowicz – Babcia
- Justyna Bojczuk – Dawn
- Karolina Kalina-Bulcewicz – Hope
- Zbigniew Suszyński – Phil
- Mateusz Narloch – Tank
- Noemi Żbikowska – Sandy

## Odbiór
Film spotkał się z umiarkowanie pozytywną reakcją krytyków. W agregatorze recenzji Rotten Tomatoes 76% z 135 recenzji uznano za pozytywne, a średnia ocen wystawionych na ich podstawie wyniosła 6,40. Z kolei w agregatorze Metacritic średnia ważona ocen z 26 recenzji wyniosła 56 punktów na 100.